# Johann Christian Winter (Kantor)
Johann Christian Winter (* 3. März 1718 in Helmstedt; † 1802 in Hannover) war ein deutscher Kantor und Dichter.

## Leben
Nachdem Winter in seiner Heimatstadt die Schule besucht hatte, ging er 1739 ans Gymnasium Martineum nach Braunschweig. 1741 ging er zurück nach Braunschweig, um Theologie zu studieren. 1744 wurde Winter als Adjunctus von Heinrich Bokemeyer nach Wolfenbüttel berufen, dessen Tochter er heiratete. Bereits 1745 wurde er zum Kantor in Celle bestellt.  Später wirkte er als Kantor und Musikdirektor der Altstadt von Hannover.
Er wurde 1751 das 18. Mitglied in Lorenz Christoph Mizlers Correspondierender Societät der musicalischen Wissenschaften.

## Werke (Auswahl)
- De Eo Quod Sibi Invicem Debent Musica Poetica Et Rhetorica Artes Iucundissimae Dissertatio Epistolaris / Qua Viro ... Ottoni Beniamini Lasio Sacrorum Utzensium Hucusque Ministro Meritissimo Novam Subeundorum Per Circulum Burgdorfiensem Sacrorum Antistitis Dignitatem Ex Animi Sententia Gratulatur Joannes Christianus Winter Lycei Maioris Hannoverani Cantor, Hannoverae Typis Expressit Herm. Ad. Wecke MDCCLXIV; Digitalisat der Staats- und Universitätsbibliothek Göttingen
- De Musices Peritia Theologo Neque Dedecora Neque Inutili Dissertatio Epistolica : Viro ... Domino Joanni Friderico Esaiæ Steffens Post Præclare Administratum In Schola Cellensi Subconrectoris Officium Ad Dignitatem Pastoris Ad S. Mariæ Et Diaconi Ad S. Wilhadi Apud Stadenses Evocato Amicitiæ Atque Observantiæ Suæ Testandæ Causa Dicata / A Joanne Christiano Wintero Lycei Cellensis Cantore, Cellis : Holweinius, 1749; Digitalisat der Staatsbibliothek Berlin – Preußischer Kulturbesitz
- De Cvra Principvm Et Magistratvvm Piorvm In Tvendo Et Conservando Cantv Ecclesiastico Eodemqve Tam Plano Qvam Artificioso / Oratio Aditialis Qvvm Cantoris Mvnvs D. XXV. Octob. A. R. S. MDCCLXII In Lyceo Hannoverano Maiori Ipsi Pvblice Deferretvr Avspicii Cavssa Habita A Ioanne Christiano Winter, Hannoverae: Schluterus, 1772
- Ludwig Wilhelm Ballhorn, Johann Christian Winter: Singgedicht welches am 18ten des Jenners als an dem höchsterfreulichen Geburtsfeste unserer Allergnädigsten Königin Sophia Charlotte bei der deßwegen im ersten Hörsaale, Vormittags um 10 Uhr, in Hannover anzustellenden öffentlichen Feier musikalisch aufgeführet werden soll. Der Text von dem Director Ballhorn. Die Composition von dem Cantor Winter, Hannover, gedruckt bei H. E. C. Schlüter. 1773; Digitalisat der Herzog-August-Bibliothek Wolfenbüttel (HAB)
- Ludwig Wilhelm Ballhorn, Johann Christian Winter: Singgedicht, welches am 4ten Junius als an dem höchsterfreulichen Geburtstage unsers Allergnädigsten Königs Georgs des Dritten bei der deßwegen im ersten Hörsaale, Vormittags um 10 Uhr zu haltenden feierlichen Rede musikalisch aufgeführet werden soll. Der Text von dem Director Ballhorn. Die Composition von dem Cantor Winter, Hannover, gedruckt von H. E. C. Schlüter. 1772; Digitalisat der HAB
- für Gabriel Heinrich Pollmann: Da am 6sten Sonntage nach Trinitatis Se. Hochwürden Herr Gabriel Heinrich Pollmann, des altstädtischen Ministeriums zu Hannover würdiger Senior, wegen Seines 50 Jahre lang geführten Predigtamts eine feierliche Jubelpredigt in der Kirche St. Jacobi und Georg hielt, wurde dabey folgendes Singgedicht aufgeführet, Hannover: Schlüter, 1786; Digitalisat über die Herzog-August-Bibliothek Wolfenbüttel

- Joseph Marius von Babo, Johann Christian Winter: Gesänge aus dem Melodrama Armida. Von Herrn Babo und Herrn Winter, München: Oberer, 1792; Digitalisat über Google-Bücher